# The Wende Museum

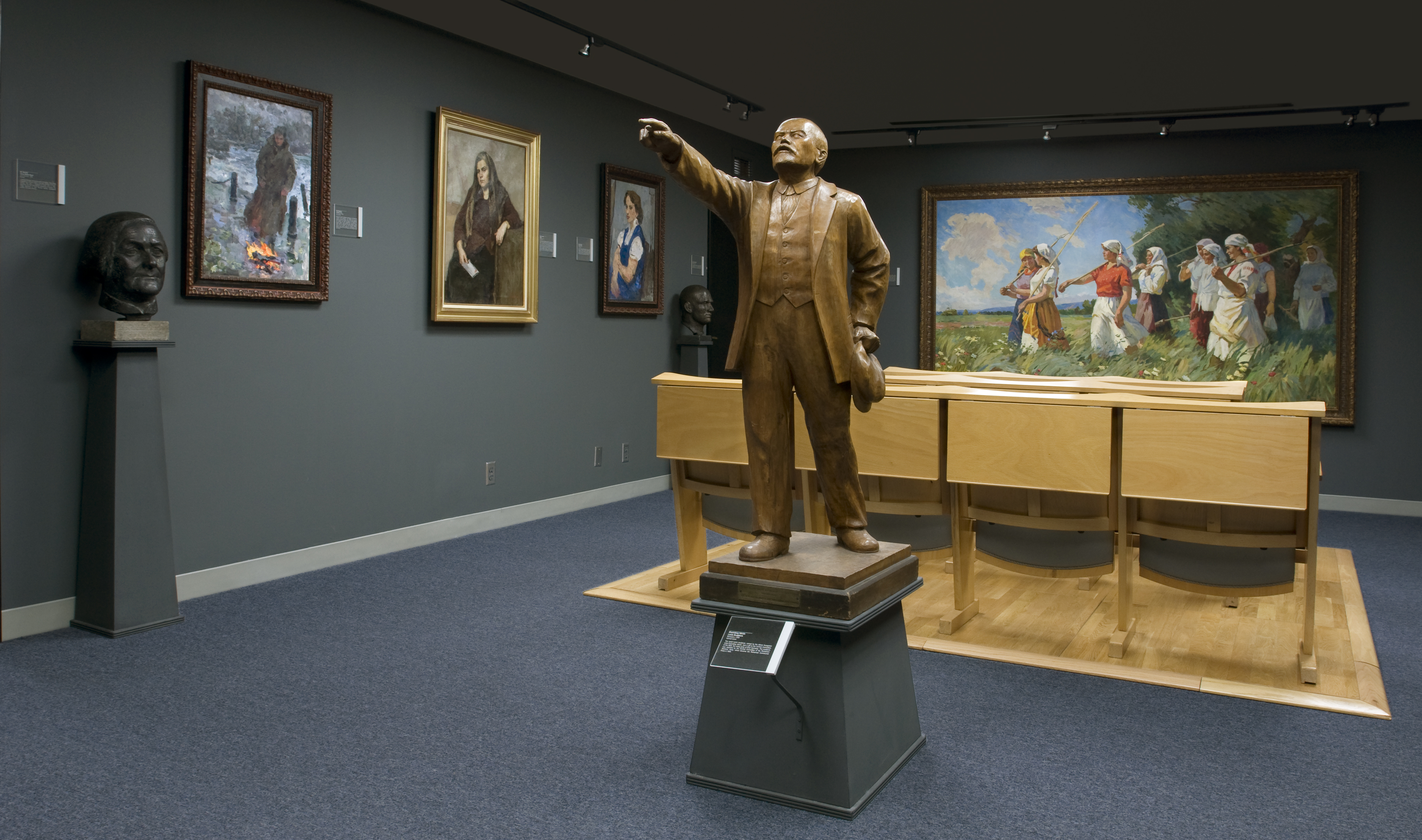
Ausstellungsraum im Wende Museum mit einer Statue von Lenin

The Wende Museum ist ein Museum im US-amerikanischen Culver City, Kalifornien, das sich auf die Sammlung von Relikten untergegangener Ostblockstaaten aus der Ära des Kalten Krieges spezialisiert hat.
Das Museum beherbergt die weltgrößte Sammlung von Artefakten aus der DDR. Der Name „Wende“ als hier im Englischen verwendetes deutsches Fremdwort bezieht sich auf die Wende und friedliche Revolution in der DDR. Die Selbstdefinition des Museums lautet: „The mission of the Wende Museum is to preserve Cold War art, culture, and history from the Soviet Bloc countries, inspire a broad understanding of the period, and explore its enduring legacy.“

## Geschichte
Gründer und Direktor ist der Historiker Justinian Jampol (* 1978). Nach einem M.A.-Studium an der University of Oxford und Aufenthalten in Moskau und Berlin begann er, materielle Zeugnisse des Kalten Krieges zu sammeln. Dabei erwachte sein Interesse für die jüngste Geschichte, und er kaufte bei seinen Berlinbesuchen etwa auf Trödelmärkten zahllose Erinnerungsstücke. Als Jampol 2001 in die USA zurückkehrte, verschiffte er zwei Überseecontainer mit DDR-Erinnerungsstücken und brachte diese in einem Lager von Freunden unter. 2002 erbte er eine größere Summe, erwarb ein größeres Lager und machte sich an den systematischen Aufbau einer musealen Sammlung und eines Archivs. Seit 2004 wird das Museum finanziell unter anderem durch den Arcadia Trust unterstützt sowie von dem deutschen Verleger Benedikt Taschen. Das von Taschen im Jahr 2014 herausgegebene Buch Beyond the Wall – Jenseits der Mauer. Kunst und Alltagsgegenstände aus der DDR über das Museum wurde im November 2015 mit dem ersten Preis der American Alliance of Museums' Museum Publications Design Competition ausgezeichnet.
Im Jahr 2016 erfolgte der Umzug des Wende Museums in ein 1949 errichtetes ehemaliges Zeughaus der Nationalgarde.

## Sammlung, Forschung und Projekte
Das Museum, das sich vorrangig als Forschungsarchiv sowie Kunst- und Bildungseinrichtung versteht, beherbergt über 100.000 Artefakte, persönliche Aufzeichnungen und Dokumente, die die Entwicklungen in Osteuropa und der Sowjetunion von 1945 bis 1991 dokumentieren, darunter Medien, Design- und Kunstobjekte, Möbel, Textilien, Filme, Bücher und jegliche Art von Alltagsgegenständen. Darunter befinden sich zum Beispiel nahezu alle Ausgaben des Neuen Deutschland, Abhörausrüstung der Stasi sowie Exemplare des Sandmännchens und rund 2000 Speisekarten aus der DDR. Zehn Segmente der Berliner Mauer des Museums sind am Wilshire Boulevard in Los Angeles zu sehen; ein elftes Segment, das von dem in Berlin lebenden Künstler Thierry Noir gestaltet wurde, steht vor dem Museum in Culver City. Besonders interessant finden die Museumsleitung und auch die Besucher die zahlreichen elektrischen Haushaltsgeräte und Möbel aus bunter Plaste made in GDR.
Das Museum sieht als eine seiner hervorragenden Aufgaben an, ungeliebte Hinterlassenschaften aus der Zeit des Kalten Krieges vor der Zerstörung zu retten. So sollten in Lettland nach Abzug der Roten Armee deren Akten verbrannt werden, lagern aber jetzt in Los Angeles und werden ausgewertet. In anderen Ländern, wie etwa Ungarn, wird Kunst aus dieser Periode als „nicht authentisch“ deklariert, und Regierungen versuchen, sich ihrer zu entledigen.
Ein weiterer wichtiger Arbeitsbereich ist die Zusammenarbeit mit Kuratoren und zeitgenössischen Künstlern, denen vor Ort die Möglichkeit geboten wird, im Museum zu „stöbern“, um Ausstellungen zu konzipieren. Ein Produkt dieser Zusammenarbeit war die Installation English Magic des Künstlers Jeremy Deller auf der Biennale di Venezia 2013, die unter anderem den Reichtum der in Großbritannien lebenden russischen Oligarchen thematisierte. Ein – nach Aussagen von Jampol – „exotisches“ Projekt ist das des Leipziger Historikers Leo Schmieding, der die Hip-Hop-Kultur im früheren Ostblock erforscht.
Margot Honecker überließ dem Museum die persönlichen Papiere ihres Mannes Erich aus der Zeit, in der er in der Berliner Justizvollzugsanstalt Moabit einsaß (169 Tage im Jahre 1992), und folgte damit laut Aussage des Museums dessen Willen, diese Unterlagen keinem deutschen Archiv zu hinterlassen.
Das Museum ist freitags für Publikum geöffnet, an weiteren Tagen nach Anmeldung.

## Ausstellungen (Auswahl)
- Facing the Wall: Living With the Berlin Wall. 1. Januar 2009 bis 31. Dezember 2016
- GDR State Gifts. 1. Juni 2010 bis 31. März 2011
- Music of the Imagination: Jazz Behind the Iron Curtain. 13. Juni – 8. November 2013
- American Musical Theatre in the Soviet Bloc Countries. 13. April 2014 bis 28. Februar 2015
- Communism for Dinner: Commemorative Plates from The Wende Museum. 13. März – 31. Mai 2014
- Face to Face. 12. Juni – 18. September 2015

Darüber hinaus werden Veranstaltungen wie Lesungen, Filmabende und Vorträge ausgerichtet.